# Зеверин (Мекленбург)
Зеверин (њем. Severin) општина је у њемачкој савезној држави Мекленбург-Западна Померанија. Једно је од 76 општинских средишта округа Пархим. Према процјени из 2010. у општини је живјело 296 становника. Посједује регионалну шифру (AGS) 13060070.

## Географски и демографски подаци
Зеверин се налази у савезној држави Мекленбург-Западна Померанија у округу Пархим. Општина се налази на надморској висини од 59 метара. Површина општине износи 11,2 km². У самом мјесту је, према процјени из 2010. године, живјело 296 становника. Просјечна густина становништва износи 27 становника/km².